# Aloxe-Corton
Aloxe-Corton é uma comuna francesa na região administrativa da Borgonha-Franco-Condado, no departamento de Côte-d'Or. Estende-se por uma área de 2,63 km². Em 2010 a comuna tinha 141 habitantes (densidade: 53,6 hab./km²).